# Grammy Award de melhor performance de rap por dupla ou grupo
Grammy Award para Best Rap Performance by a Duo or Group foi uma das categorias do Grammy Award, uma cerimônia estabelecida em 1958 e originalmente denominada como Gramophone Awards. Esta categoria era concedida aos artistas com canções de qualidade no gênero musical Rap por sua "realização artística, proeza técnica e contribuição significativa para o desenvolvimento da gravação do som sem levar em consideração as vendas do álbum (ou single) e sua colocação nas paradas musicais". As várias categorias são apresentadas anualmente pela National Academy of Recording Arts and Sciences dos Estados Unidos em "honra da realização artística, proficiência técnica e excelência global na indústria da música gravada, sem levar em conta as vendas ou posições nas tabelas musicais".
Em 1991, um grupo de músicos liderado por Quincy Jones, Big Daddy Kane e Ice-T  tornou-se o primeiro vencedor desta categoria com a canção "Back on the Block". Em contrapartida, The Black Eyed Peas, Kanye West, OutKast, Puff Daddy, Jay-Z, Eminem e Krayzie Bone são os maiores vencedores da categoria com duas vitórias cada um. O rapper Dr. Dre possui duas vitórias e um total de oito indicações, sendo o artista mais indicado à categoria ao longo de toda a duração do prêmio.
Em 2012, em meio à uma reformulação geral dos Prêmios Grammy, a categoria foi extinta e absorvida pela recém-criada categoria de Best Rap Performance. Desta forma, a canção "On to the Next One" (gravada por Jay-Z em parceria com Swizz Beatz) foi a última obra vencedora do prêmio. 

## Vencedores e indicados
| Ano  | Artista                                                                         | Obra                                                | Indicados | Ref. |
| ---- | ------------------------------------------------------------------------------- | --------------------------------------------------- | --- | ---- |

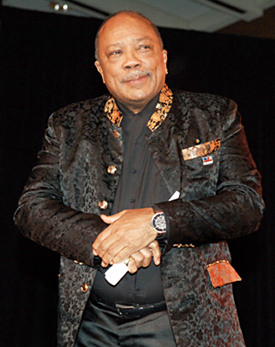
Quincy Jones, o primeiro vencedor da categoria em 1991.

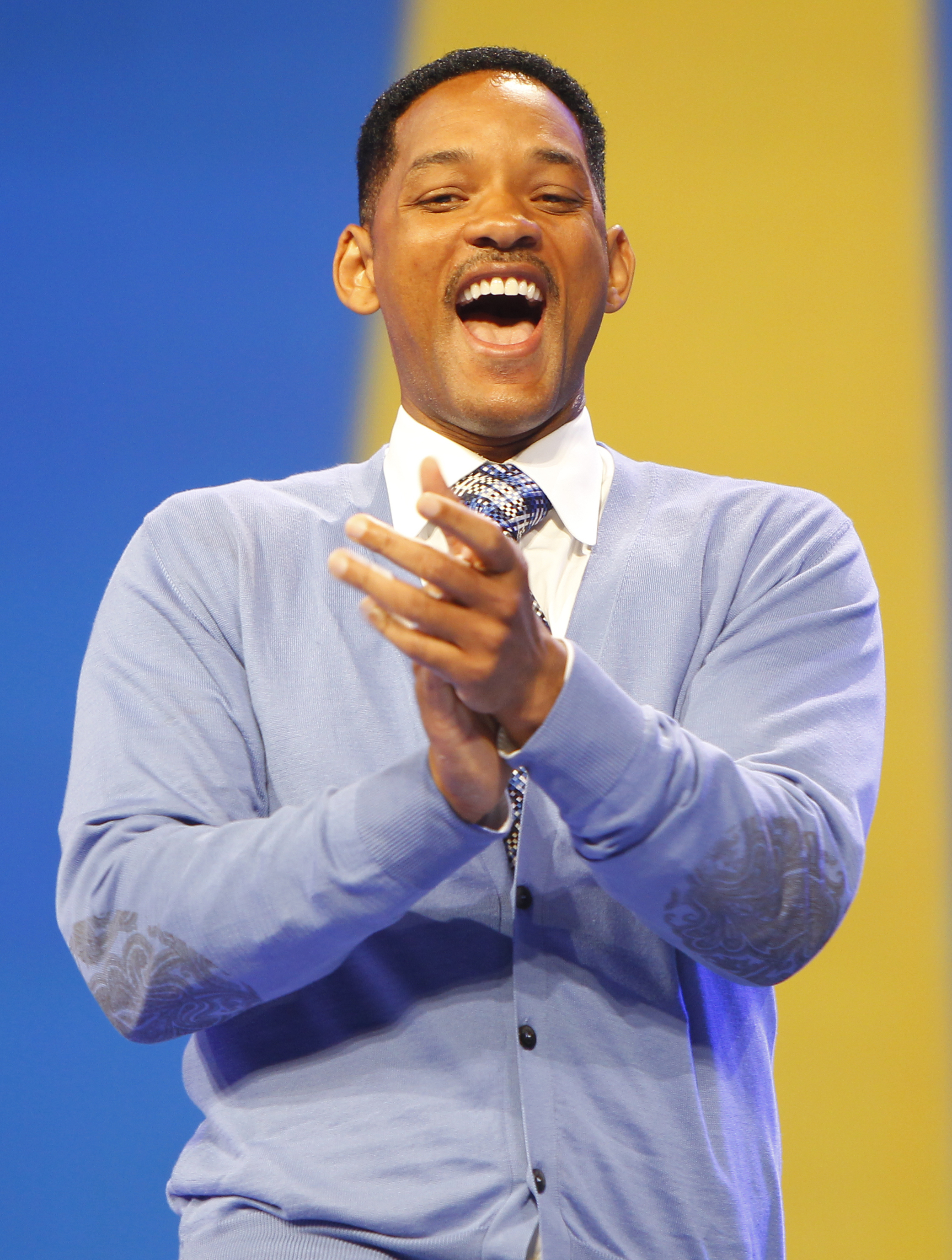
Will Smith, como "The Fresh Prince", foi indicado em 1991 e vencedor em 1992.

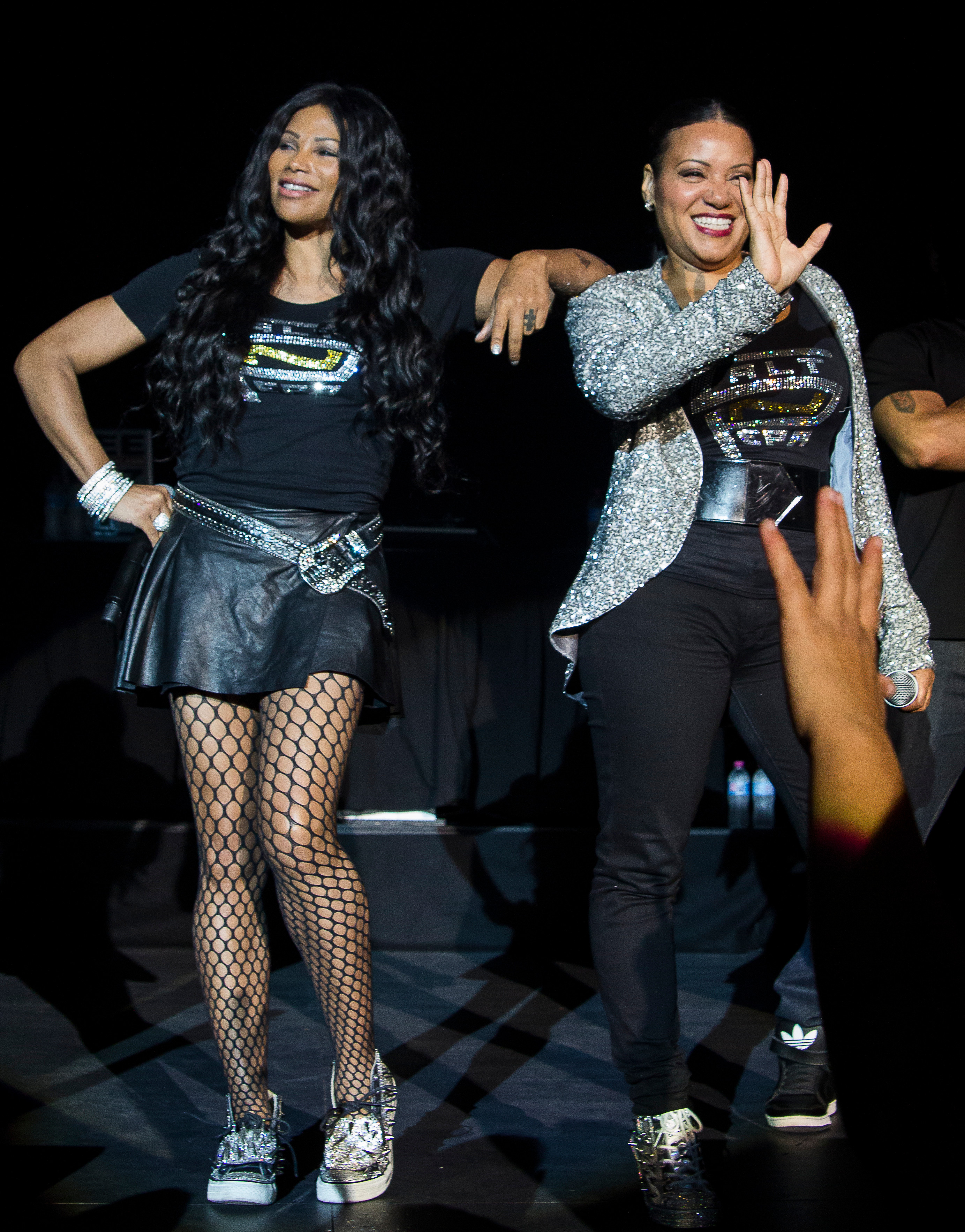
Salt-N-Pepa, dupla vencedora em 1995 e indicada em 1992 e 1997.

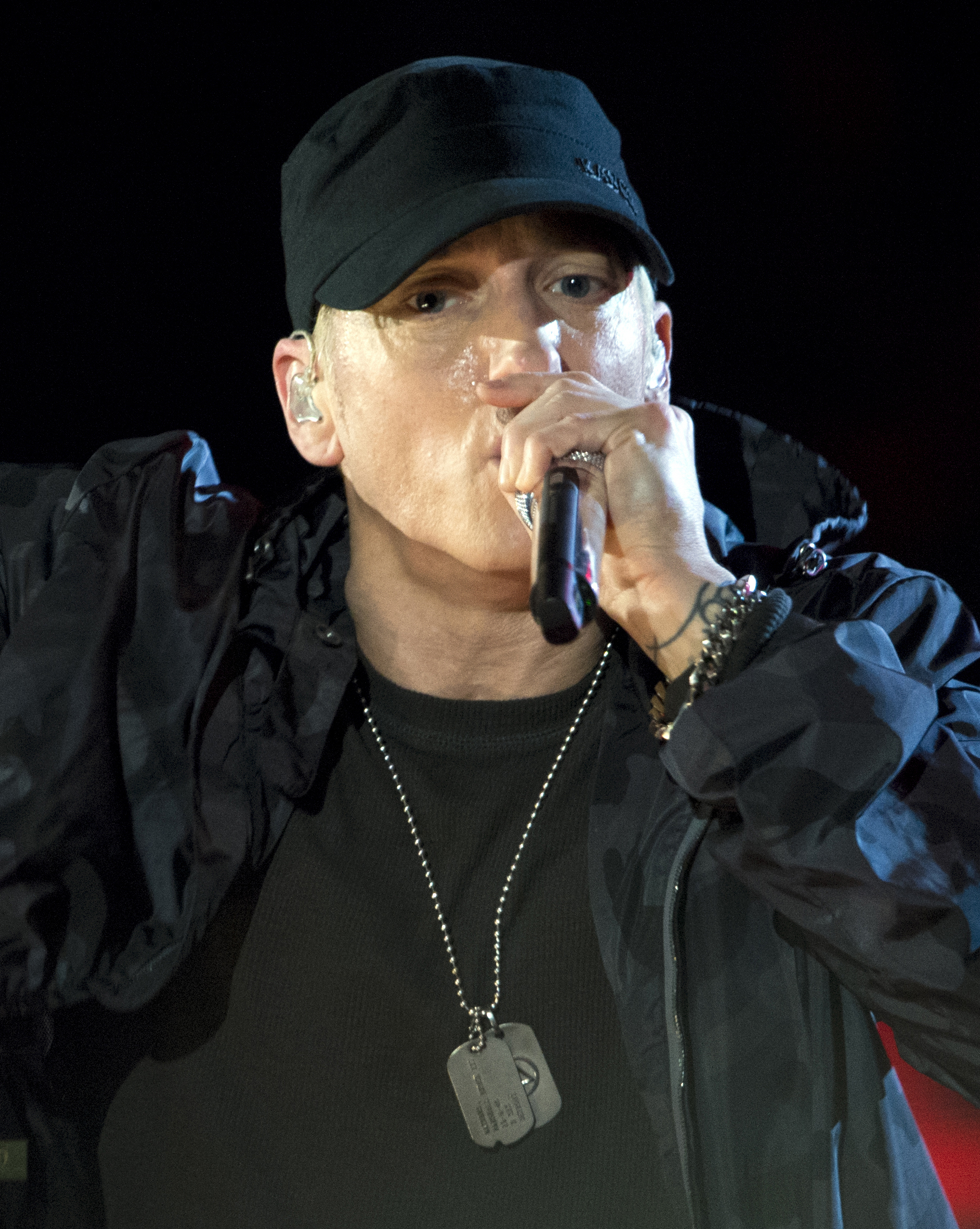
Eminem possui 2 vitórias e 4 indicações nesta categoria.

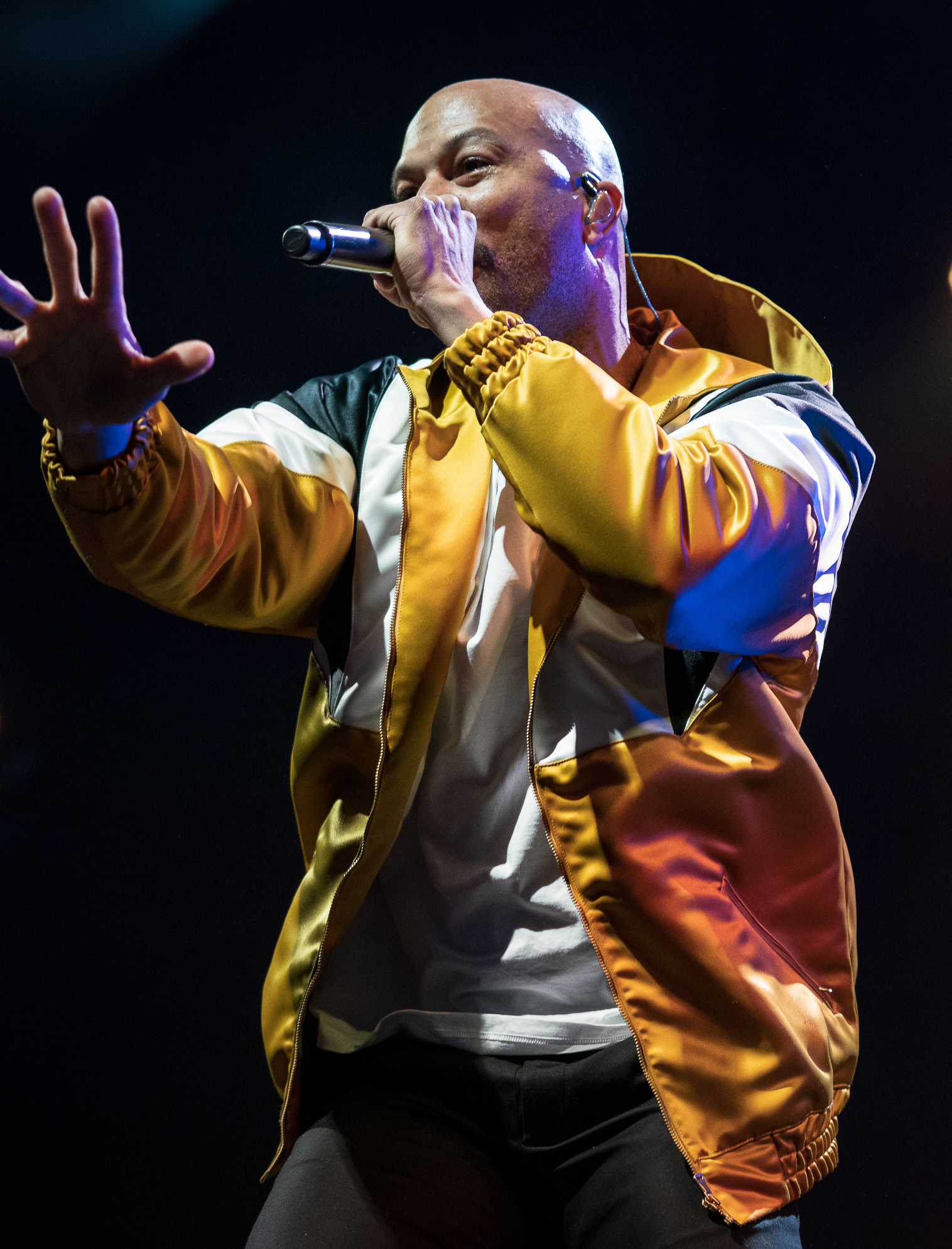
Common, vencedor em 2008 e indicado em 2010 e 2006.

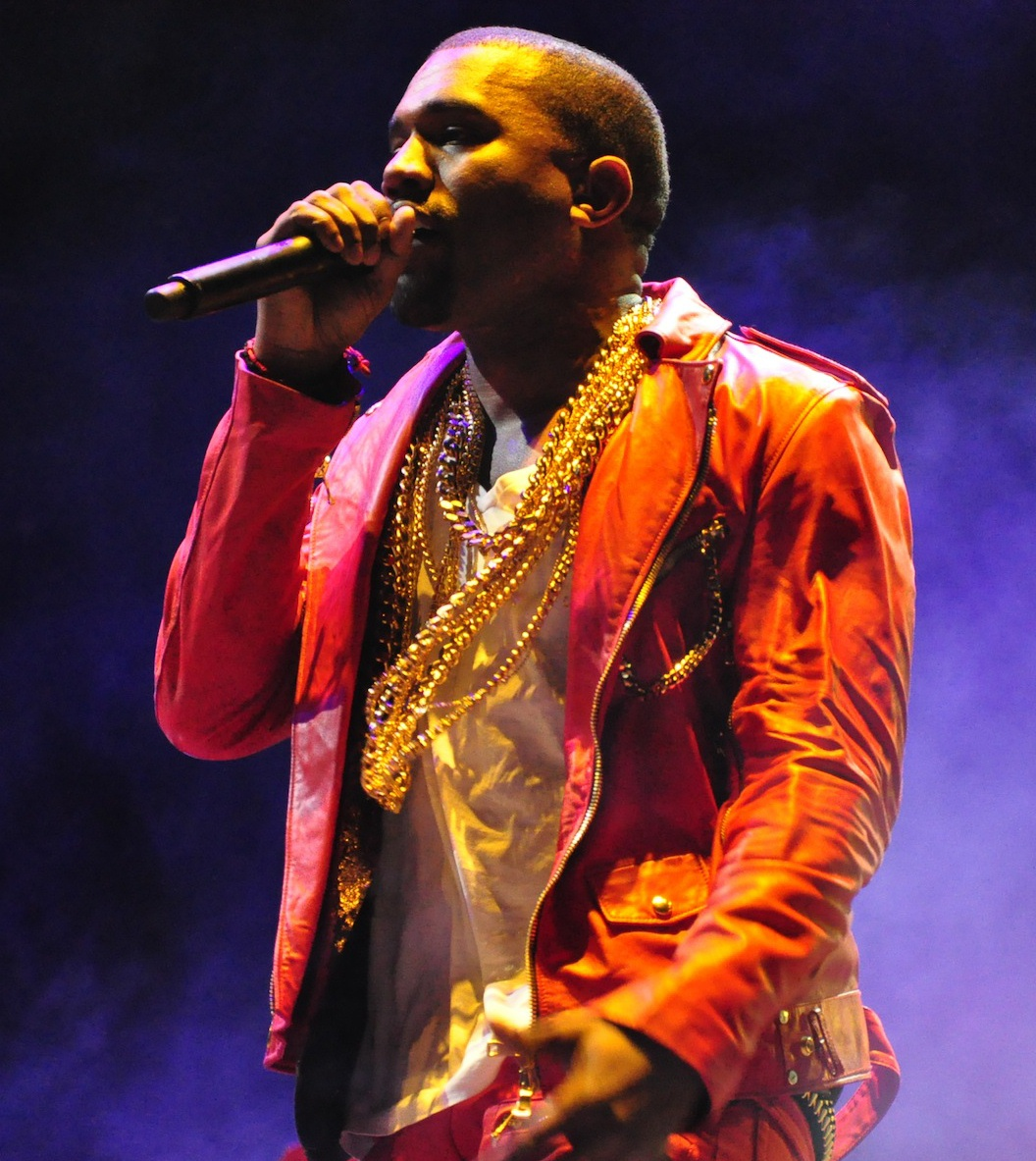
Kanye West acumula 2 vitórias e 6 indicações na categoria.

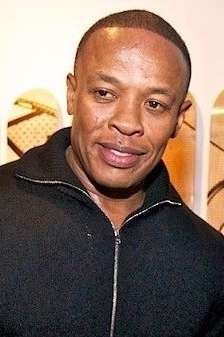
Dr. Dre acumula 6 indicações e 2 vitórias na categoria.

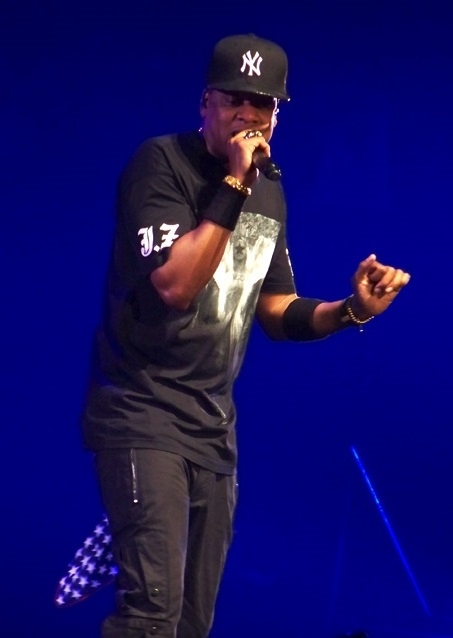
Após 3 indicações e 2 vitórias, Jay-Z conquistou seu segundo prêmio no encerramento da categoria em 2011.

| 1991 | Quincy Jones, Big Daddy Kane, Ice-T, Kool Moe Dee, Melle Mel e Quincy Jones III | "Back on the Block"                                 | - Digital Underground — "The Humpty Dance" - DJ Jazzy Jeff & The Fresh Prince — And in This Corner... - Public Enemy — Fear of a Black Planet - West Coast Rap All-Stars — "We're All in the Same Gang"                                                     |      |
| 1992 | DJ Jazzy Jeff & The Fresh Prince                                                | "Summertime"                                        | - Heavy D & the Boyz — "Now That We Found Love" - Naughty by Nature — "O.P.P." - Public Enemy — Apocalypse 91... The Enemy Strikes Black - Salt-N-Pepa — "Let's Talk About Sex"                                                                             |      |
| 1993 | Arrested Development                                                            | "Tennessee"                                         | - Beastie Boys — Check Your Head - House of Pain — "Jump Around" - Kris Kross — "Jump" - Public Enemy — Greatest Misses |      |
| 1994 | Digable Planets                                                                 | "Rebirth of Slick (Cool Like Dat)"                  | - Arrested Development — "Revolution" - Cypress Hill — "Insane in the Brain" - Dr. Dre e Snoop Dogg — "Nuthin' but a 'G' Thang" - Naughty by Nature — "Hip Hop Hooray"                                                                                      |      |
| 1995 | Salt-N-Pepa                                                                     | "None of Your Business"                             | - Arrested Development — "Ease My Mind" - Cypress Hill — "I Ain't Goin' Out Like That" - Heavy D & the Boyz — "Nuttin' But Love" - Warren G e Nate Dogg — "Regulate"                                                                                        |      |
| 1996 | Method Man e Mary J. Blige                                                      | "I'll Be There for You/You're All I Need to Get By" | - Bone Thugs-n-Harmony — "1st of tha Month" - Cypress Hill — "Throw Your Set in the Air" - Naughty by Nature — "Feel Me Flow" - Tha Dogg Pound — "What Would You Do"                                                                                        |      |
| 1997 | Bone Thugs-n-Harmony                                                            | "Tha Crossroads"                                    | - 2Pac, Dr. Dre e Roger Troutman — "California Love" - 2Pac e K-Ci & JoJo — "How Do U Want It" - A Tribe Called Quest — "1nce Again" - Salt-N-Pepa — "Champagne"                                                                                            |      |
| 1998 | Puff Daddy, Faith Evans e 112                                                   | "I'll Be Missing You"                               | - Lil' Kim, Da Brat, Missy Elliott, Angie Martinez e Left Eye — "Not Tonight" - Puff Daddy & Mase — "Can't Nobody Hold Me Down" - The Notorious B.I.G., Puff Daddy e Mase — "Mo Money Mo Problems" - Wyclef Jean, Celia Cruz e Jeni Fujita — "Guantanamera" |      |
| 1999 | Beastie Boys                                                                    | "Intergalactic"                                     | - Jermaine Dupri e Jay-Z — "Money Ain't a Thang" - Lord Tariq e Peter Gunz — "Deja Vu (Uptown Baby)" - Outkast — "Rosa Parks" - Pras, Mýa e Ol' Dirty Bastard — "Ghetto Supastar (That Is What You Are)"                                                    |      |
| 2000 | The Roots e Erykah Badu                                                         | "You Got Me"                                        | - Busta Rhymes e Janet Jackson — "What's It Gonna Be?!" - Dr. Dre e Snoop Dogg — "Still D.R.E." - Eminem e Dr. Dre — "Guilty Conscience" - Puff Daddy e R. Kelly — "Satisfy You"                                                                            |      |
| 2001 | Dr. Dre e Eminem                                                                | "Forgot About Dre"                                  | - Beastie Boys — "Alive" - De La Soul e Redman — "Oooh." - Dr. Dre, Snoop Dogg, Kurupt e Nate Dogg — "The Next Episode" - Jay-Z e UGK — "Big Pimpin'" |      |
| 2002 | Outkast                                                                         | "Ms. Jackson"                                       | - Gorillaz — "Clint Eastwood" - Ja Rule, Lil' Mo e Vita — "Put It on Me" - Jay-Z, Beanie Sigel, Memphis Bleek e Static Major — "Change the Game" - P. Diddy, Black Rob e Mark Curry — "Bad Boy for Life"                                                    |      |
| 2003 | Outkast e Killer Mike                                                           | "The Whole World"                                   | - AZ e Nas — "The Essence" - Big Tymers — "Still Fly" - Busta Rhymes, P. Diddy e Pharrell — "Pass the Courvoisier, Part II" - Cam'ron e Juelz Santana — "Oh Boy"                                                                                            |      |
| 2004 | Nelly, P. Diddy e Murphy Lee                                                    | "Shake Ya Tailfeather"                              | - Missy Elliott e Ludacris — "Gossip Folks" - Lil' Kim e 50 Cent — "Magic Stick" - Juelz Santana e Cam'ron — "Dipset (Santana's Town)" - Young Gunz — "Can't Stop, Won't Stop"                                                                              |      |
| 2005 | The Black Eyed Peas                                                             | "Let's Get It Started"                              | - Beastie Boys — "Ch-Check It Out" - The Roots — "Don't Say Nuthin" - Snoop Dogg e Pharrell — "Drop It Like It's Hot" - Terror Squad — "Lean Back" |      |
| 2006 | The Black Eyed Peas                                                             | "Don't Phunk with My Heart"                         | - Common e The Last Poets — "The Corner" - Eminem, Dr. Dre e 50 Cent — "Encore" - The Game e 50 Cent — "Hate It or Love It" - Ying Yang Twins — "Wait (The Whisper Song)"                                                                                   |      |
| 2007 | Chamillionaire e Krayzie Bone                                                   | "Ridin'"                                            | - Field Mob, Ludacris e Jamie Foxx — "Georgia" - Nelly, Paul Wall e Ali & Gipp — "Grillz" - Outkast — "Mighty O" - The Roots — "Don't Feel Right" |      |
| 2008 | Common e Kanye West                                                             | "Southside"                                         | - Fat Joe e Lil Wayne — "Make It Rain" - Kanye West, Nas e KRS-One — "Classic (Better Than I've Ever Been)" - Shop Boyz — "Party Like a Rockstar" - UGK e Outkast — "International Players Anthem (I Choose You)"                                           |      |
| 2009 | Jay-Z, T.I., Kanye West e Lil Wayne                                             | "Swagga Like Us"                                    | - Big Boi, André 3000 e Raekwon — "Royal Flush" - Lil Wayne e Jay-Z — "Mr. Carter" - Ludacris e T.I. — "Wish You Would" - Young Jeezy e Kanye West — "Put On"                                                                                               |      |
| 2010 | Eminem, Dr. Dre e 50 Cent                                                       | "Crack a Bottle"                                    | - Beastie Boys e Nas — "Too Many Rappers" - Fabolous e Jay-Z — "Money Goes, Honey Stay" - Kanye West e Young Jeezy — "Amazing" - Kid Cudi, Kanye West e Common — "Make Her Say"                                                                             |      |
| 2011 | Jay-Z e Swizz Beatz                                                             | "On to the Next One"                                | - Big Boi e Cutty — "Shutterbugg" - Drake, T.I. e Swizz Beatz — "Fancy" - Ludacris e Nicki Minaj — "My Chick Bad" - Young Jeezy e Plies — "Lose My Mind" |      |